# 碛南州
碛南州，唐朝的羁縻州。
贞观年间改朱俱波国（即南北朝时的周古柯国）设置，治所在郅支满城（今新疆维吾尔自治区叶城县）。辖境相当今新疆维吾尔自治区叶尔羌河以东，塔克拉玛干沙漠西南部。贞元年间废。 